# 양샤오두

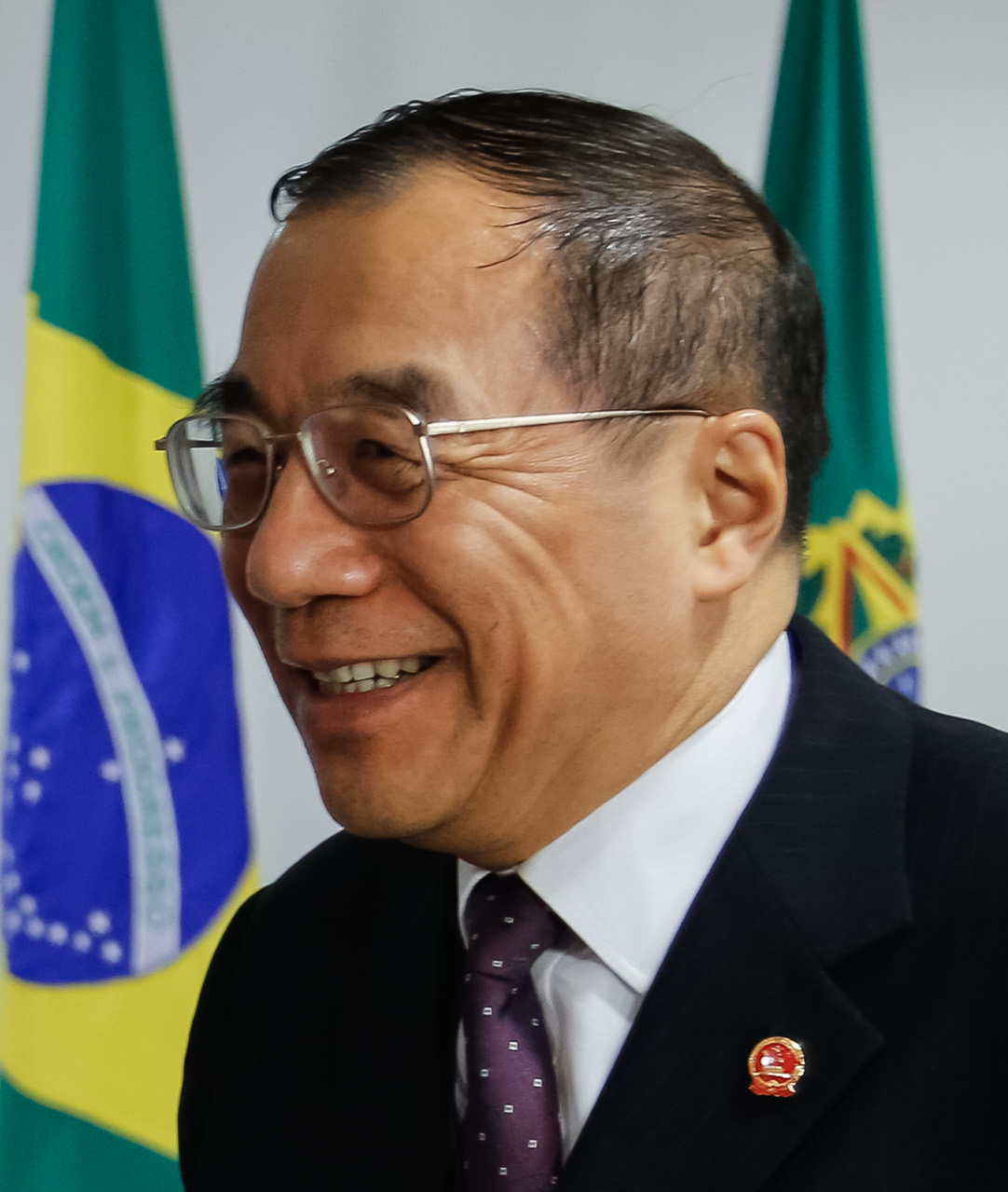

양샤오두(중국어 간체자: 杨晓渡, 정체자: 楊暁渡, 병음: Yáng Xiǎodù, 1953년 10월 26일 ~ )는 중국의 정치인이다. 상하이시 출신이다. 상하이중의약학원(현 상하이중의약대학) 약학과에서 약학을 전공했고, 중국공산당 중앙당교에서 대학 및 대학원 학위를 취득했다. 1973년 9월에 중국 공산당에 입당했다. 제18기 중국공산당 중앙기율검사위원회 위원 및 상무위원, 부서기, 제19기 중앙기율검사위원회 부서기 및 중국공산당 중앙위원회 위원, 중앙정치국 위원, 중화인민공화국 감찰부장을 역임했다.  현재 중화인민공화국 중앙기율검사위원회 부서기 겸 국가감찰위원회 주임이다.